# Linnart Mäll

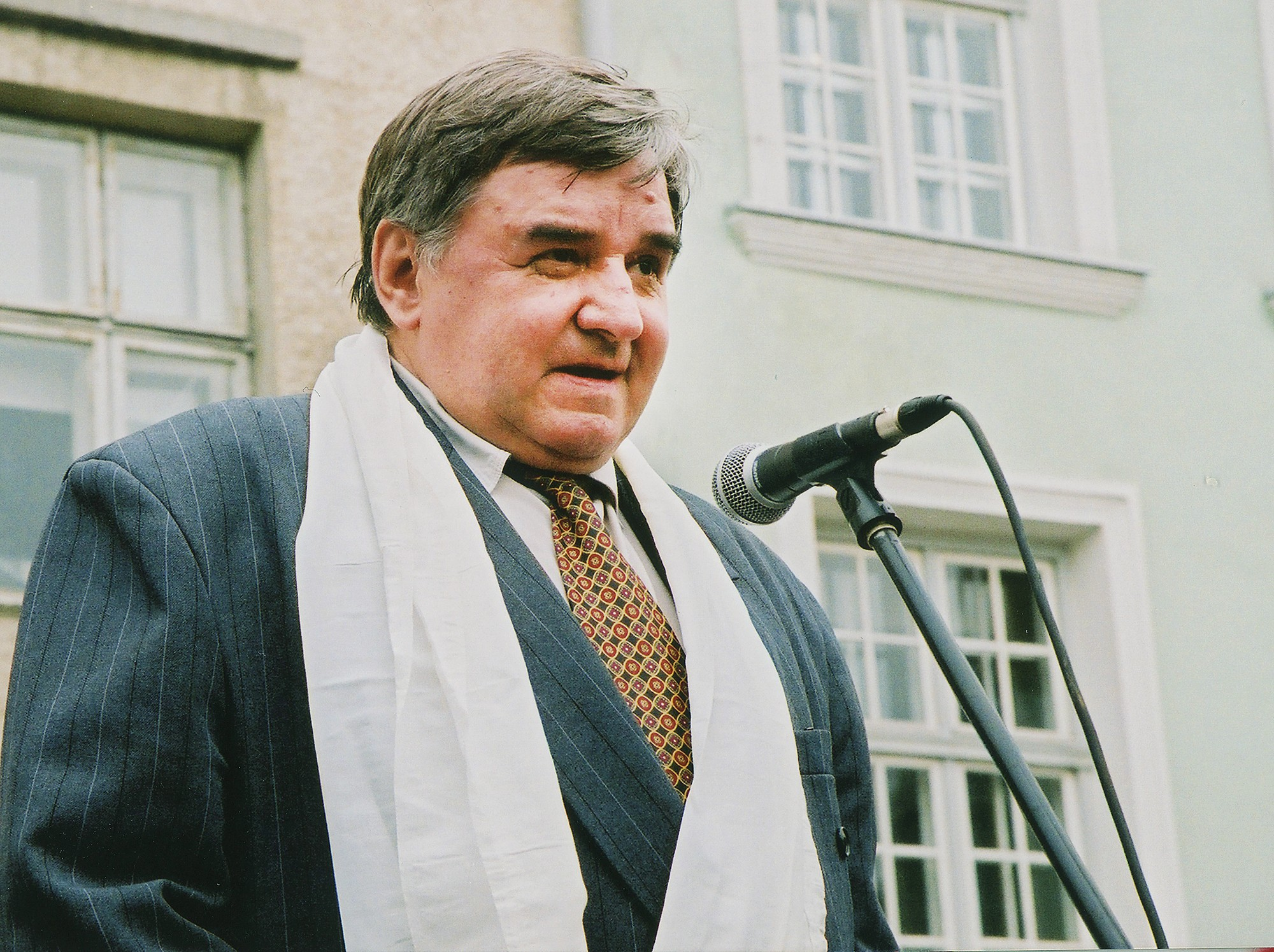
Linnart Mäll (2001)

Linnart Mäll (* 7. Juni 1938 in Tallinn, Estland; † 14. Februar 2010 in Tartu) war ein estnischer Historiker, Orientalist, Übersetzer und Politiker.

## Biografie

### Studium und Wissenschaftler
Nach dem Schulbesuch studierte er Geschichte an der Staatsuniversität Tartu (Tartu Riiklik Ülikool) und schloss dieses 1962 mit der Graduierung ab. Im Anschluss absolvierte er ein Postgraduiertenstudium von 1964 bis 1966 am Institut für Orientalistik der Akademie der Wissenschaften der UdSSR sowie von 1966 bis 1969 an der Geschichtswissenschaftlichen Fakultät der Staatsuniversität Tartu. An dieser erfolgte 1985 auch seine Promotion zum Doktor der Philosophie.
Seit 1969 war er Dozent an der Staatsuniversität Tartu, bis er von diesem Amt wegen antikommunistischer Tendenzen 1973 entbunden wurde. Anschließend blieb er jedoch bis 1983 Mitarbeiter des dortigen Fachbereichs für Orientalistik und war danach von 1983 bis 1991 Leiter des Arbeitsbereichs für Semiotik und Geschichte. Danach war er bis 1994 Leiter des Arbeitsbereichs für Orientalistik an der Universität Tartu.
Als Wissenschaftler hatte Mäll weitreichende Betätigungsfelder und Forschungsthemen wie Texte von Buddha und die Mythologie des Buddhismus, Indische Kultur sowie Chinesische Literatur. Sein Interesse für Buddha und den Buddhismus wurde bereits zu Beginn der 1960er Jahre inspiriert durch den Theologen und Philosophen Uku Masing. Dieses Interesse setzte er durch Studien- und Forschungsarbeiten mit Nikolai Konrad, Alexander Piatigorsky und Oktiabrina Wolkowa fort.
Mäll wandte frühzeitig die Methode der semiotischen Analyse bei der Untersuchung buddhistischer Texte und allgemeiner orientalischer Gedanken und Literatur an. Seine fortschrittlichen Ideen führten dazu, dass er einer der maßgeblichen Wissenschaftler für orientwissenschaftliche Studien an der Schule für Semiotik in Moskau Ende der 1960er und Anfang 1970er Jahren war.

### Vorsitzender der UNPO und Politiker
Mit Beginn der Auflösung der Sowjetunion wurde er 1990 zum Mitglied des Kongresses (Eesti Kongress), dem Übergangsparlament, gewählt und gehörte diesem bis 1991 an. Danach war er von 1991 bis 1992 Mitglied der Verfassunggebenden Versammlung Estlands.
Am 11. Februar 1991 war Mäll, der sich auch sowie die Geschichte und die Völker kleinerer Staaten interessierte, Gründungsmitglied und bis 1993 erster Vorsitzender der Organisation der nicht-repräsentierten Nationen und Völker (Unrepresented Nations and Peoples Organization, UNPO). 1993 wurde er Stellvertretender Generalsekretär der UNPO für Osteuropa und als solcher auch zehn Jahre Direktor des Koordinationsbüros der UNPO in Tartu. Während dieser Zeit war er bis 2003 maßgebliche Person der UNPO für Osteuropa und auch für die Koordinierung und Planung von Veranstaltungen der Organisation wie der „Dritten Regionalen Konferenz für Osteuropa“, die sich mit den Belangen der wirtschaftlichen und politischen Zusammenarbeit in der Region sowie dem Prozess der Auflösung der Sowjetunion beschäftigte.
Zeitgleich befasste er sich mit der Ausarbeitung und Konzeption von Texten über Humanismus und Menschenrechte. Diese Tätigkeit weitete er 1998 mit der Initiierung des Projekts „Humanistic base texts in the History of Mankind“ aus, dessen Leiter er auch war. Neben dieser Tätigkeit war er Autor von zehn Büchern sowie über einhundert Fachaufsätzen zu diesem Thema.
Mäll war zwischen 1992 und 1994 auch Vorsitzender der Estnische Nationale Unabhängigkeitspartei (Eesti Rahvusliku Sõltumatuse Partei) und 1992 Gründer der Paneuropa-Union Estlands, deren Präsident er bis zu seinem Tode war.
1994 folgte seine Ernennung zum Direktor des Instituts für orientwissenschaftliche Studien an der Universität Tartu.
Für seine Verdienste wurde er 2001 mit dem Orden des weißen Sterns 4. Grades ausgezeichnet.